# ブランドン・ヒックス
ブランドン・ライアン・ヒックス（Brandon Ryan Hicks, 1985年9月14日 - ）は、アメリカ合衆国・テキサス州ヒューストン出身のプロ野球選手（内野手）。右投右打。現在は、ロサンゼルス・ドジャース傘下に所属。

## 経歴

### アマチュア時代
地元のサム・レイバーン高校を卒業した後、サンジャシント短期大学へ進学。その後、テキサスA&M大学へ転入した。

### ブレーブス時代
2007年のMLBドラフトでアトランタ・ブレーブスから3巡目（全体108位）で指名され入団。
2010年5月にメジャー初昇格。
2011年はスプリング・トレーニングで成績を残したため開幕ロースター入りを果たす。5月1日のセントルイス・カージナルス戦ではハイメ・ガルシアからメジャー初ヒット・初打点となる左中間へのシングルヒットを記録。

### アスレチックス時代
2012年3月13日にウェーバーでオークランド・アスレチックスへ移籍。3月15日にAAA級へ降格した。7月18日のテキサス・レンジャーズ戦ではマイケル・カークマンからメジャー初HRとなるサヨナラHRを右中間に放った。

### メッツ傘下時代
2012年11月26日、金銭トレードでニューヨーク・メッツへ移籍した。
2013年11月5日にFAとなった。

### ジャイアンツ時代
2013年11月20日にサンフランシスコ・ジャイアンツとマイナー契約を結んだ。
2014年3月29日にジャイアンツとメジャー契約を結んだ。開幕後は71試合に出場したが、打率は.162と結果を残せず、7月11日にDFAとなり、7月15日にAAA級フレズノ・グリズリーズへ降格した。12月15日にジャイアンツとマイナー契約で再契約。

### ドジャース傘下時代
2016年2月1日にロサンゼルス・ドジャースとマイナー契約を結ぶ。